# Catedral de los Santos Pedro y Pablo (Providence)
La Catedral de los Santos Pedro y Pablo   (en inglés: Cathedral of Saints Peter and Paul) es una catedral católica en Plaza de la Catedral del Downtown de la ciudad de Providence, la capital del estado de Rhode Island (Estados Unidos). Es la iglesia madre de la Diócesis de Providence. La iglesia fue diseñada en 1873 por Patrick Keely y fue añadida al Registro Nacional de Lugares Históricos en 1975.
El 4 de noviembre de 1838, la primera misa se celebró en una pequeña iglesia dedicada a los santos Pedro y Pablo. Dentro de los siguientes cinco años, la población de católicos continuó creciendo y floreciendo. En 1844, una nueva diócesis se formó con su sede en Hartford. Su obispo, William Tyler elegido para residir en Providence, ya que la mayoría de los católicos vivía allí.
La piedra angular de la actual catedral se puso en 1878. El 30 de junio de 1889, más de una década después del inicio de la construcción, la catedral fue finalmente completado consagrado por el obispo Mateo Harkins

## Véase también

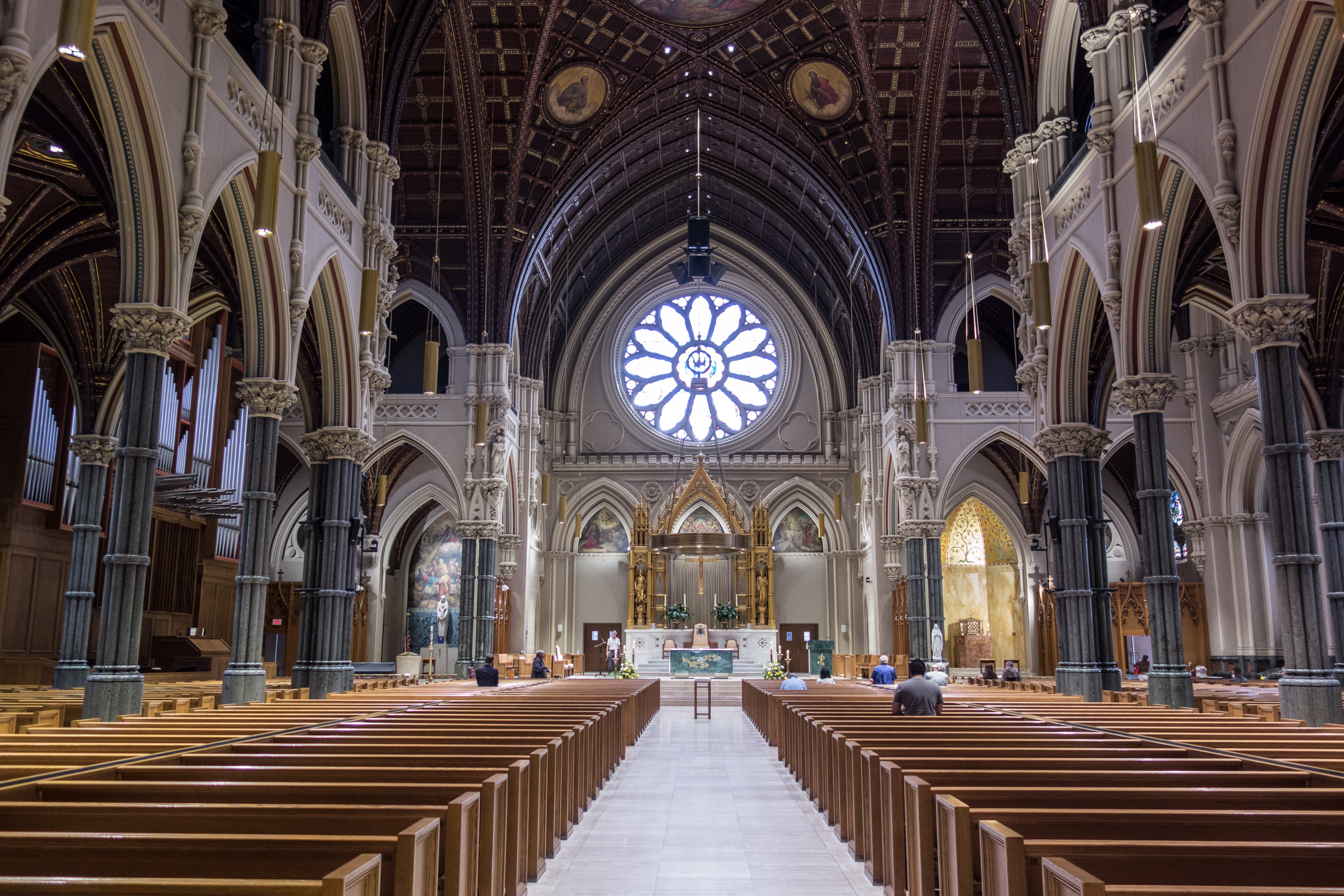
Vista interna